# Frattura della mandibola
La frattura della mandibola, è una frattura dell'osso mandibolare. In circa il 60% dei casi l'interruzione avviene in due punti.  Può comportare una ridotta capacità di aprire completamente la bocca. Spesso i denti non si sentiranno correttamente allineati o potrebbe esserci sanguinamento delle gengive.  Le fratture mandibolari si verificano più comunemente tra i maschi nei loro 30 anni.
Le fratture mandibolari sono in genere il risultato di un trauma come una caduta sul mento o un colpo laterale. Raramente possono essere dovuti a osteonecrosi o tumori nell'osso. L'area più comune di frattura sono il condilo (36%), il corpo (21%), l'angolo (20%) e la sinfisi (14%). Mentre può essere fatta una diagnosi con una semplice radiografia, le moderne scansioni TAC sono più accurate.
Non è necessario un intervento chirurgico immediato. Occasionalmente le persone possono tornare a casa e sottoporsi a un intervento chirurgico nei giorni successivi. È possibile utilizzare una serie di tecniche chirurgiche tra cui la fissazione maxillomandibolare e la fissazione interna a riduzione aperta (ORIF).  Le persone vengono spesso sottoposte a regimi antibiotici come la penicillina per un breve periodo di tempo.  Le prove a supporto di questa pratica tuttavia sono scarse.

## Segni e sintomi

### Generale
Di gran lunga, i due sintomi più comuni descritti sono il dolore e la sensazione che i denti non si incontrino più correttamente (malocclusione traumatica o disocclusione). I denti sono molto sensibili alla pressione (propriocezione), quindi anche un piccolo cambiamento nella posizione dei denti genererà questa sensazione. Le persone potrebbero essere inoltre molto sensibili nel toccare la superficie della mascella rotta, o in caso di frattura condilare la zona appena davanti al trago dell'orecchio risulta molto sensibile al tatto.
Altri sintomi possono includere denti molli (i denti su entrambi i lati della frattura si sentiranno allentati perché la frattura è mobile), intorpidimento (perché il nervo alveolare inferiore corre lungo la mascella e può essere compresso da una frattura) e trisma (difficoltà ad aprire la bocca).
Fuori dalla bocca si possono vedere segni di gonfiore, lividi e deformità. Le fratture condilari sono profonde, quindi è raro vedere un significativo gonfiore, sebbene il trauma possa causare fratture dell'osso anteriore del meato uditivo esterno, quindi a volte si possono vedere ecchimosi o sanguinamento nel canale uditivo. L'apertura della bocca può essere ridotta (meno di 3 centimetri). Possono esserci intorpidimento o sensazione alterata (anestesia/parestesia nel mento e nel labbro inferiore (distribuzione del nervo mentale).
Intraoralmente, se la frattura si verifica nell'area portante del dente, si può vedere un distanziamento tra i denti su entrambi i lati della frattura o si può vedere uno spazio (spesso scambiato per un dente perso) e sanguinamento dalla gengiva nell'area. Può esserci un morso aperto in cui i denti inferiori non incontrano più i denti superiori. Nel caso di una frattura unilaterale del condilo i denti posteriori sul lato della frattura si incontreranno e il morso aperto diventerà progressivamente più grande verso l'altro lato della bocca.
A volte si sviluppano lividi nel pavimento della bocca (ecchimosi sublinguale) e la frattura può essere spostata spostando entrambi i lati del segmento fratturato. Per le fratture che si verificano nell'area portante non dentale (condilo, ramus e talvolta l'angolo) un morso aperto è una caratteristica clinica importante poiché poco altro, oltre al gonfiore, può essere evidente.

## Diagnosi

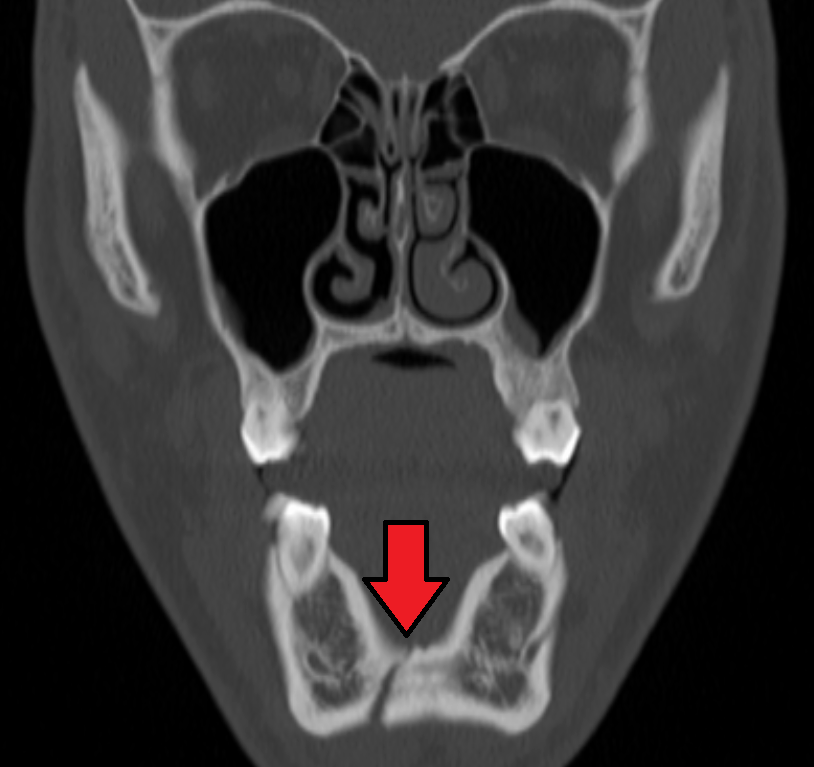
Frattura non scomposta della mandibola

### Radiografia
Tradizionalmente, i tessuti normali della mandibola sarebbero esposti ma presentano una sensibilità e specificità inferiori a causa della sovrapposizione delle strutture. Le viste includono le viste AP (per parassitosi), obliqua laterale (corpo, ramus, angolo, processo coronoideo) e Towne (condilo). Le fratture condilari possono essere particolarmente difficili da identificare, a seconda della direzione dello spostamento o della dislocazione condilare, quindi le sue viste multiple vengono solitamente esaminate con due viste ad angoli perpendicolari.

### Radiografia panoramica
Le radiografie panoramiche sono tomogrammi in cui la mandibola si trova nella depressione focale e mostrano un'immagine piatta della mandibola. Poiché la curva della mandibola appare in un'immagine bidimensionale, le fratture sono più facili da individuare portando ad un'accuratezza simile alla TC, tranne nella regione del condilo. Inoltre, i denti rotti, mancanti o disallineati possono spesso essere apprezzati su un'immagine panoramica che si perde spesso in normali pellicole. Lo spostamento mediale/laterale dei segmenti di frattura e in particolare del condilo sono difficili da misurare, quindi la vista è talvolta aumentata con radiografia a film normale o tomografia computerizzata per fratture della mandibola più complesse.

### Tomografia computerizzata
La tomografia computerizzata è la più sensibile e specifica delle tecniche di imaging. Le ossa facciali possono essere visualizzate come fette attraverso lo scheletro nei piani assiale, coronale o sagittale. Le immagini possono essere ricostruite in una vista tridimensionale, per dare un migliore senso dello spostamento di vari frammenti. La ricostruzione 3D, tuttavia, può mascherare fratture più piccole a causa della media del volume, artefatto di dispersione e strutture circostanti semplicemente bloccando la vista delle aree sottostanti.

La ricerca ha dimostrato che la radiografia panoramica è simile alla tomografia computerizzata nella sua precisione diagnostica per fratture della mandibola ed entrambe sono più accurate della radiografia a pellicola normale. Le indicazioni per usare la TC per la frattura della mandibola variano in base alla regione, ma non sembra aggiungersi alla diagnosi o alla pianificazione del trattamento tranne che per le fratture di tipo sminuzzato o avulsivo, sebbene ci sia un migliore accordo clinico sulla posizione e l'assenza di fratture con TC rispetto alla radiografia panoramica. 

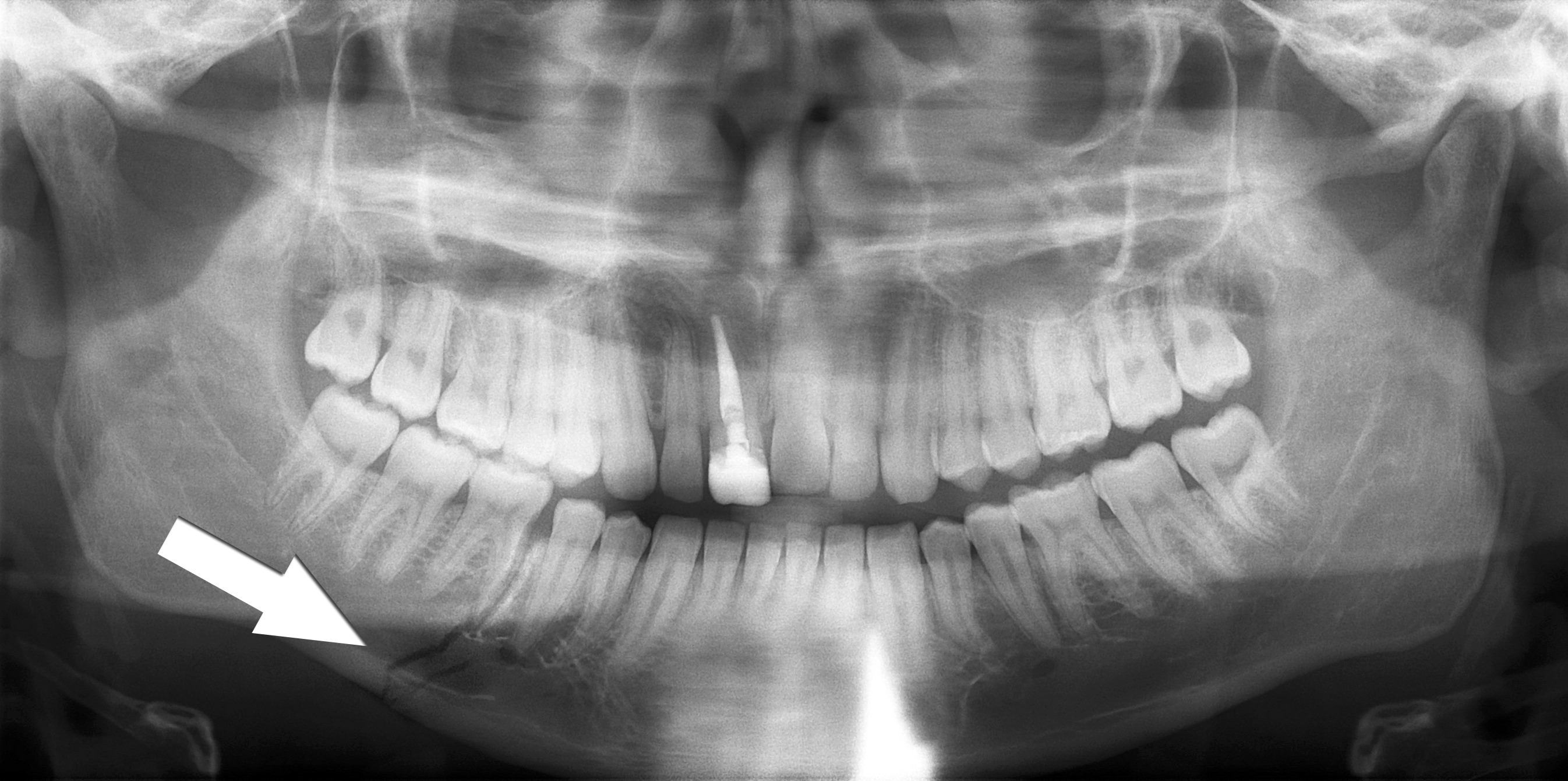
Radiografia panoramica di una semplice frattura della mandibola del corpo mandibolare destro, minimamente spostata. Si noti che i denti a sinistra della frattura non si toccano
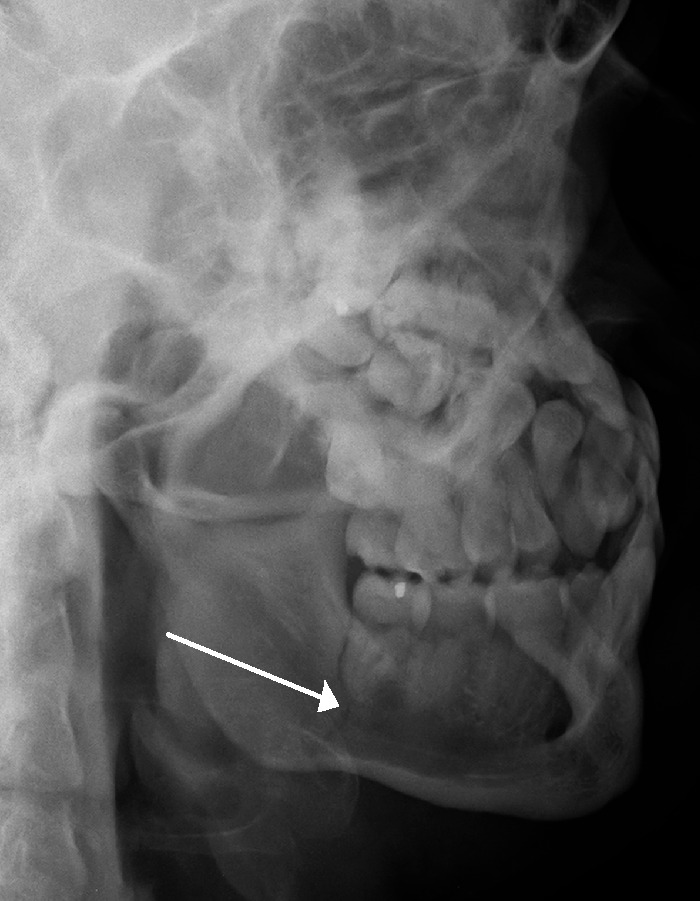
Immagine obliqua laterale che mostra una mandibola fratturata.
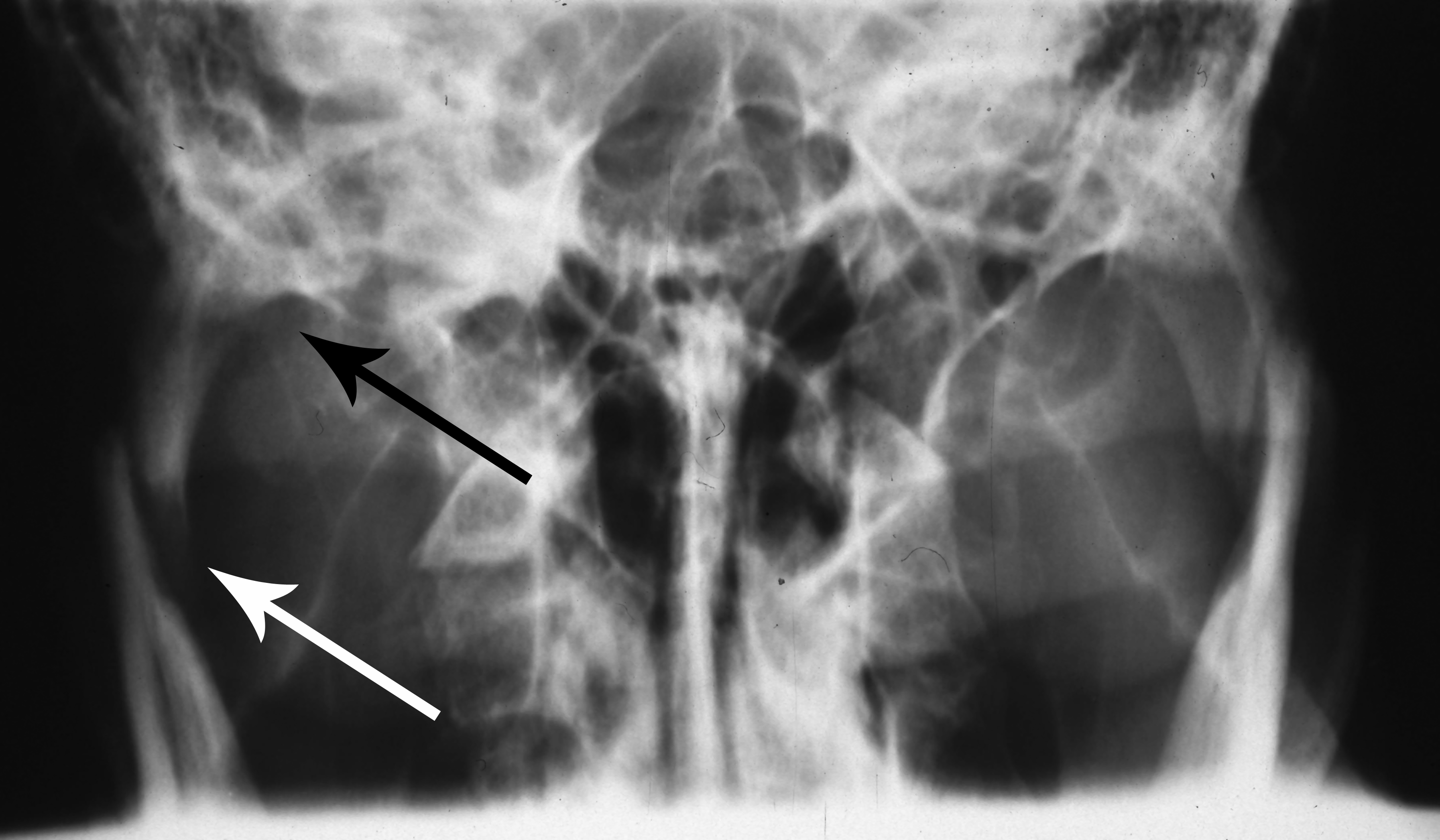
La visione di Towne di una frattura bilaterale del condilo. La freccia bianca è una frattura sul collo del condilo. La freccia nera mostra il condilo tirato verso la mediale. La stessa lesione può essere vista dalla parte opposta
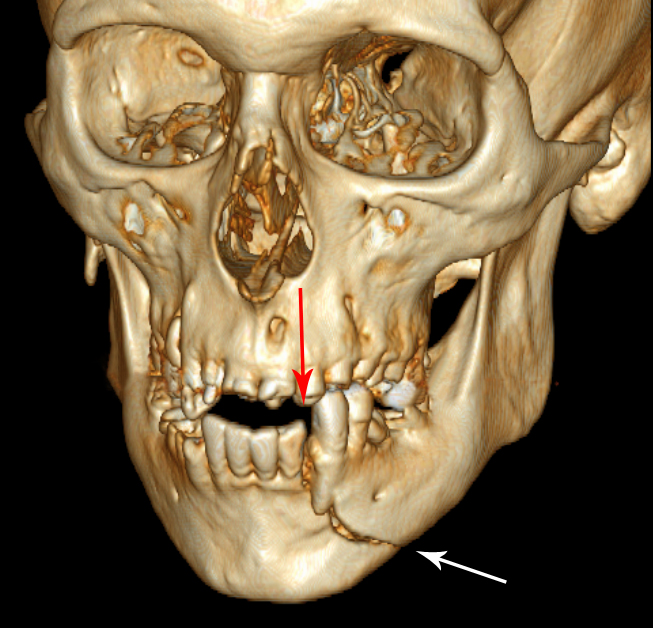
Ricostruzione TC 3D della frattura della mandibola, freccia bianca segna frattura, freccia rossa segna uno spostamento moderato e morso aperto
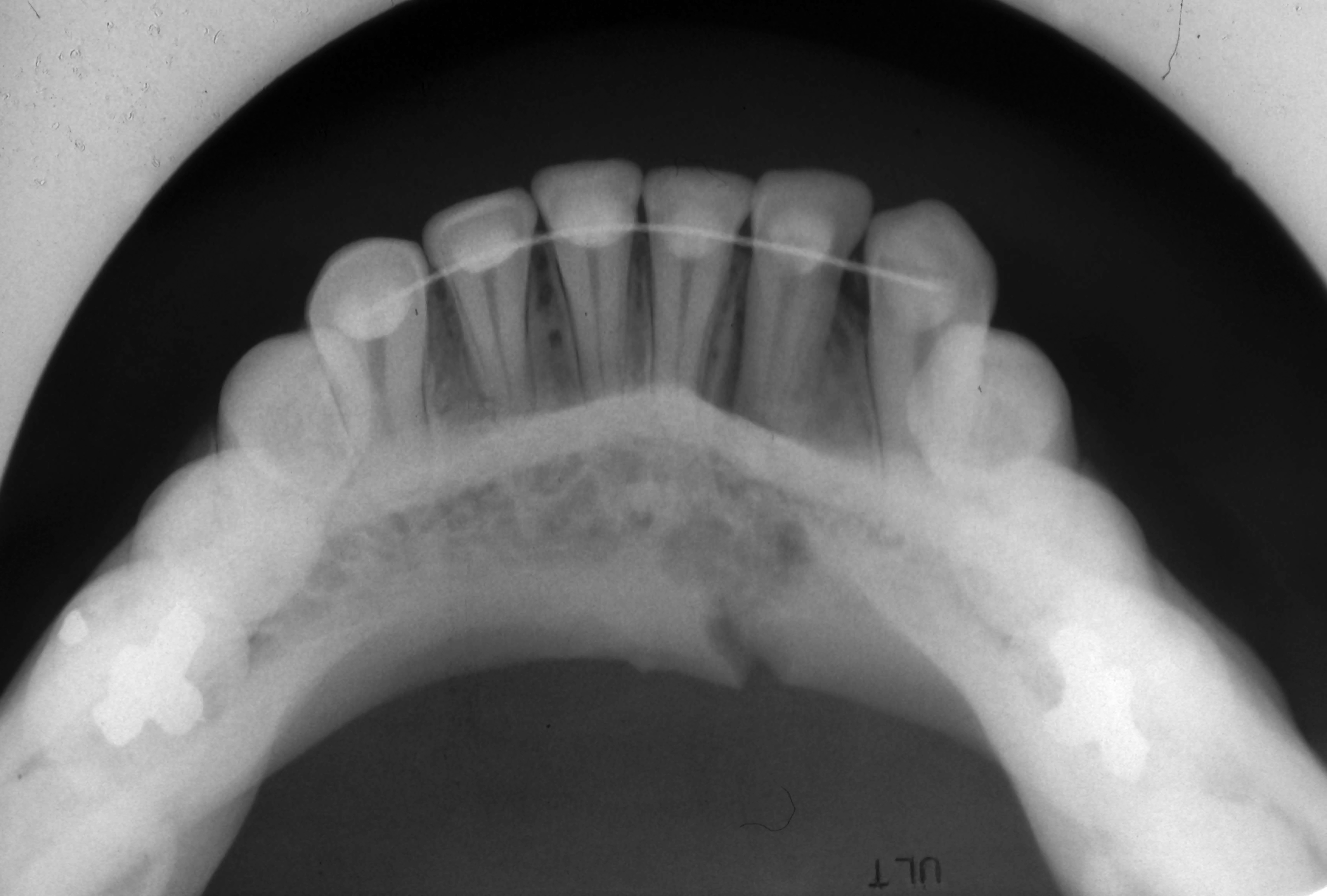
Radiografia occlusale di una frattura della parassitosi mandibolare

### Classificazione
Esistono vari sistemi di classificazione delle fratture mandibolari.

#### Posizione

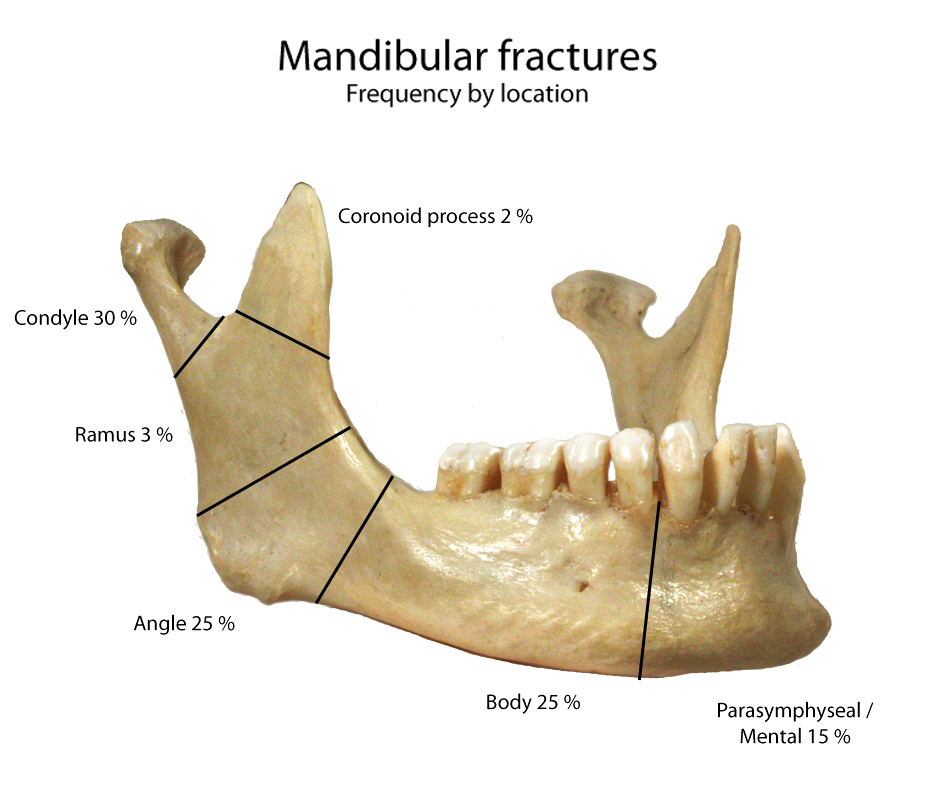
Le posizioni più frequenti di una frattura mandibolare.

Questa è la classificazione più utile, perché sia i segni e i sintomi, sia il trattamento dipendono dalla posizione della frattura. La mandibola è di solito divisa nelle seguenti zone allo scopo di descrivere la posizione di una frattura (vedi diagramma): condilare, processo coronoideo, ramus, angolo della mandibola, corpo (aree molari e premolari), parasinfisi e sinfisi.

##### Alveolare
Questo tipo di frattura coinvolge l'alveolo, chiamato anche processo alveolare della mandibola.

##### Condilare
Le fratture del condilo sono classificate in base alla posizione rispetto alla capsula dei legamenti che trattengono l'articolazione temporo-mandibolare (intracapsulare o extracapsulare), la dislocazione (indipendentemente dal fatto che la testa del condilo sia uscita o meno dall'incavo (fossa glenoidea) poiché i muscoli (pterigoideo laterale) tendono a tirare il condilo anteriore e mediale) e il collo delle fratture del condilo. Es. Frattura del collo extracapsulare, non spostata. Le fratture condiliche pediatriche hanno protocolli speciali per la gestione.

##### Coronoide
Poiché il processo coronoideo della mandibola risiede in profondità in molte strutture, incluso il complesso zigomatico (ZMC), è raro che si rompa da solo. Di solito si verifica con altre fratture mandibolari o con frattura del complesso o dell'arco zigomatico. Le fratture isolate del processo coronoideo dovrebbero essere osservate con sospetto e le fratture della ZMC dovrebbero essere escluse.

##### Ramus
Si dice che le fratture del ramo coinvolgano una regione inferiore delimitata da una linea obliqua che si estende dalla terza regione molare inferiore (dente del giudizio) all'attacco postero-inferiore del muscolo massetere e che non potrebbe essere meglio classificata come frattura condilare o coronoidea.

##### Angolo
L'angolo della mandibola si riferisce all'angolo creato dalla disposizione del corpo della mandibola e del ramus. Le fratture angolari sono definite come quelle che coinvolgono una regione triangolare delimitata dal bordo anteriore del muscolo massetere e una linea obliqua che si estende dalla terza regione molare inferiore (dente del giudizio) all'attacco postero-inferiore del muscolo massetere.

##### Corpo
Le fratture del corpo mandibolare sono definite come quelle che coinvolgono una regione delimitata anteriormente dalla parassinfisi (definita come una linea verticale appena distale dal dente canino ) e posteriormente dal bordo anteriore del muscolo massetere.

##### Parasinfisi
Le fratture parasinfisarie sono definite come fratture mandibolari che coinvolgono una regione delimitata bilateralmente da linee verticali appena distali dal dente canino.

##### Sinfisi
Le fratture sinfisarie sono fratture lineari che corrono nella linea mediana della mandibola (la sinfisi).

#### Tipo di frattura
Le fratture mandibolari sono anche classificate in base a categorie che descrivono le condizioni dei frammenti ossei nel sito della frattura e anche la presenza di comunicazione con l'ambiente esterno.

##### Legno verde
Le fratture a legno verde sono fratture incomplete di osso flessibile e per questo motivo si verificano in genere solo nei bambini. Questo tipo di frattura ha generalmente una mobilità limitata.

##### Semplice
Una semplice frattura descrive una completa sezione dell'osso con una frammentazione minima nel sito della frattura.

##### Sminuzzato
L'opposto di una frattura semplice è una frattura sminuzzata, in cui l'osso è stato frantumato in frammenti, oppure vi sono fratture secondarie lungo le linee principali della frattura. Le lesioni ad alta velocità (ad es. quelle causate da proiettili, dispositivi esplosivi improvvisati, ecc. ...) causano spesso fratture sminuzzate.

##### Composto
Una frattura composta è quella che comunica con l'ambiente esterno. Nel caso di fratture mandibolari, la comunicazione può avvenire attraverso la pelle del viso o con la cavità orale. Le fratture mandibolari che coinvolgono la porzione della mascella portante un dente sono per definizione fratture composte, perché esiste almeno una comunicazione attraverso il legamento parodontale con la cavità orale e con più fratture spostate ci può essere una lacerazione della gengiva e della mucosa alveolare.

#### Coinvolgimento dei denti
Quando si verifica una frattura nella porzione portante del dente della mandibola, indipendentemente dal fatto che sia dentata o edentula, influenzerà il trattamento. Il cablaggio dei denti aiuta a stabilizzare la frattura (durante il posizionamento dell'osteosintesi o come trattamento da solo), quindi la mancanza di denti guiderà il trattamento. Quando una mandibola edentula (senza denti) è inferiore a 1cm di altezza (misurata su radiografia panoramica o scansione TC) si applicano rischi aggiuntivi poiché il flusso sanguigno dal midollo (endosseo) è minimo e l'osso curativo deve fare affidamento sull'afflusso di sangue dal periostio che circonda l'osso. Se si verifica una frattura in un bambino con dentizione mista, sono necessari protocolli di trattamento diversi.
Altre fratture del corpo, sono classificate come aperte o chiuse. Poiché le fratture che coinvolgono i denti, per definizione, comunicano con la bocca, questa distinzione si perde ampiamente nelle fratture della mandibola. Le fratture del condilo, del ramo e del coronoide sono generalmente chiuse mentre le fratture dell'angolo, del corpo e della parassitosi sono generalmente aperte. 

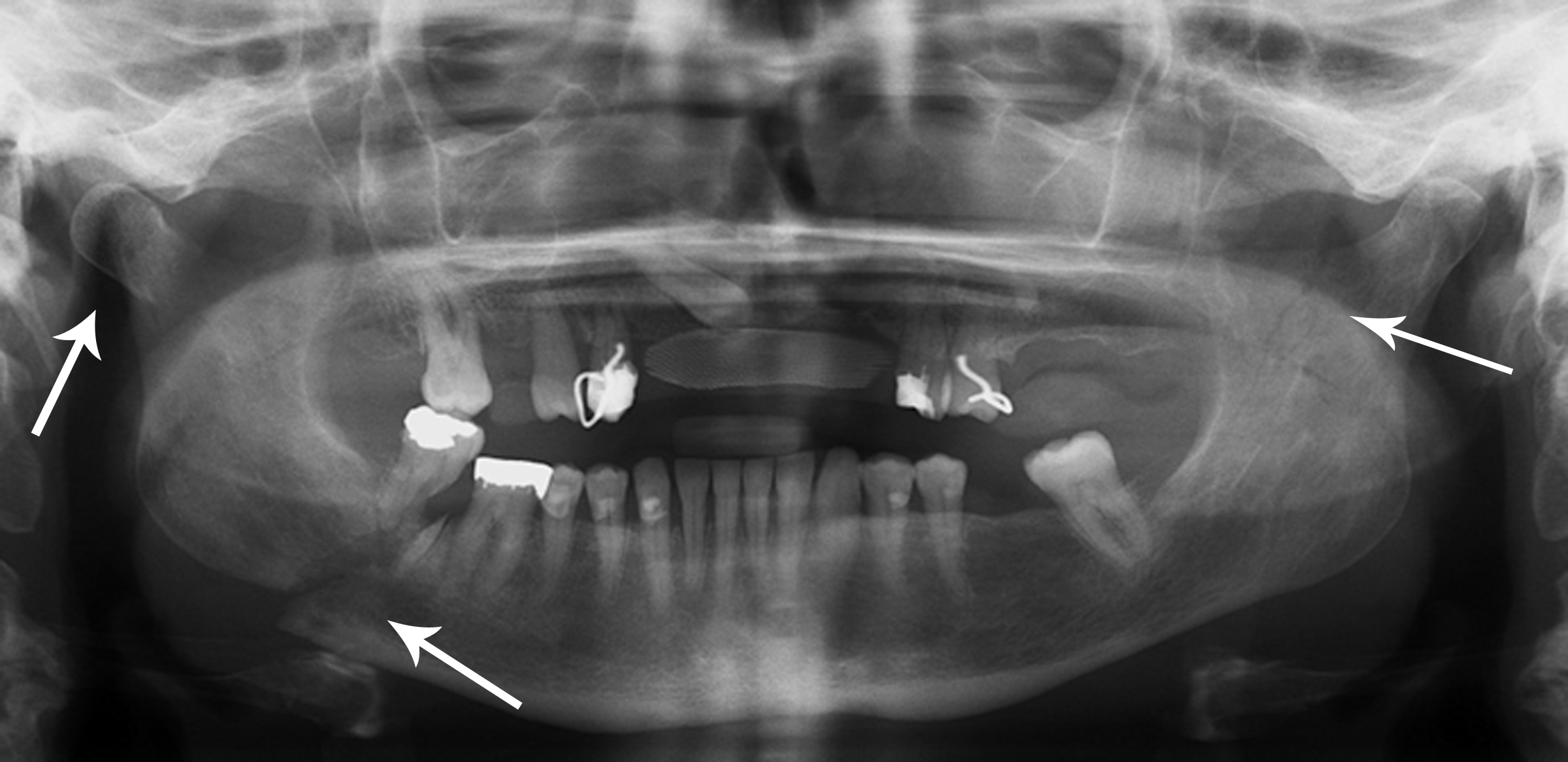
fratture multiple della mandibola di un paziente nel condilo destro (extracapsulare / collo / non dislocato), corpo destro (verticalmente sfavorevole) e processo coronoideo sinistro

#### Dislocamento
Il grado in cui i segmenti sono separati. Più grande è la separazione, più difficile sarà riunirli (approssimando i segmenti).

#### Favorevole
Per le fratture angolari e posteriori del corpo, quando l'angolo della linea di frattura è inclinato all'indietro (più posteriore nella parte superiore della mascella e più anteriore nella parte inferiore della mascella) i muscoli tendono a riunire i segmenti di frattura. Questo si chiama favorevole. Quando l'angolo della frattura punta in avanti, è sfavorevole.

#### Età della frattura
Mentre le fratture della mandibola hanno percentuali di complicanze simili se trattate immediatamente o giorni dopo, si ritiene che le fratture più vecchie abbiano tassi di non unione e infezione più elevati, sebbene i dati su questo rendano difficile trarre conclusioni definitive.

## Trattamento
Come tutte le fratture, è necessario considerare altre malattie che potrebbero mettere a rischio il paziente, quindi la riduzione e la fissazione della frattura stessa. Fatta eccezione per le lesioni di tipo avulsivo o quelle in cui potrebbe esserci un compromesso delle vie aeree, un ritardo di diversi giorni nel trattamento delle fratture della mandibola sembra avere un impatto limitato sull'esito o sui tassi di complicanze. 

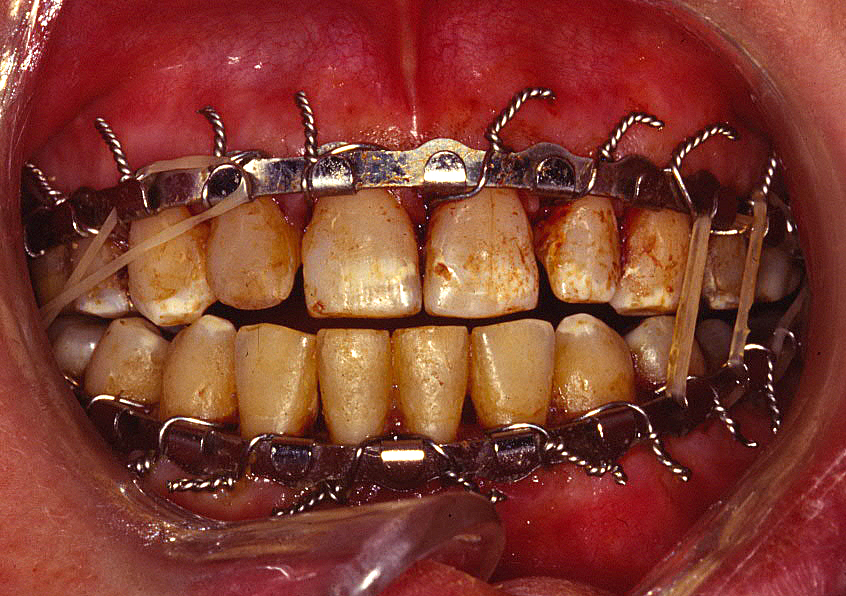
Fissazione maxillomandibolare con fili circonferenza, arcate ed elastici per una frattura del condilo
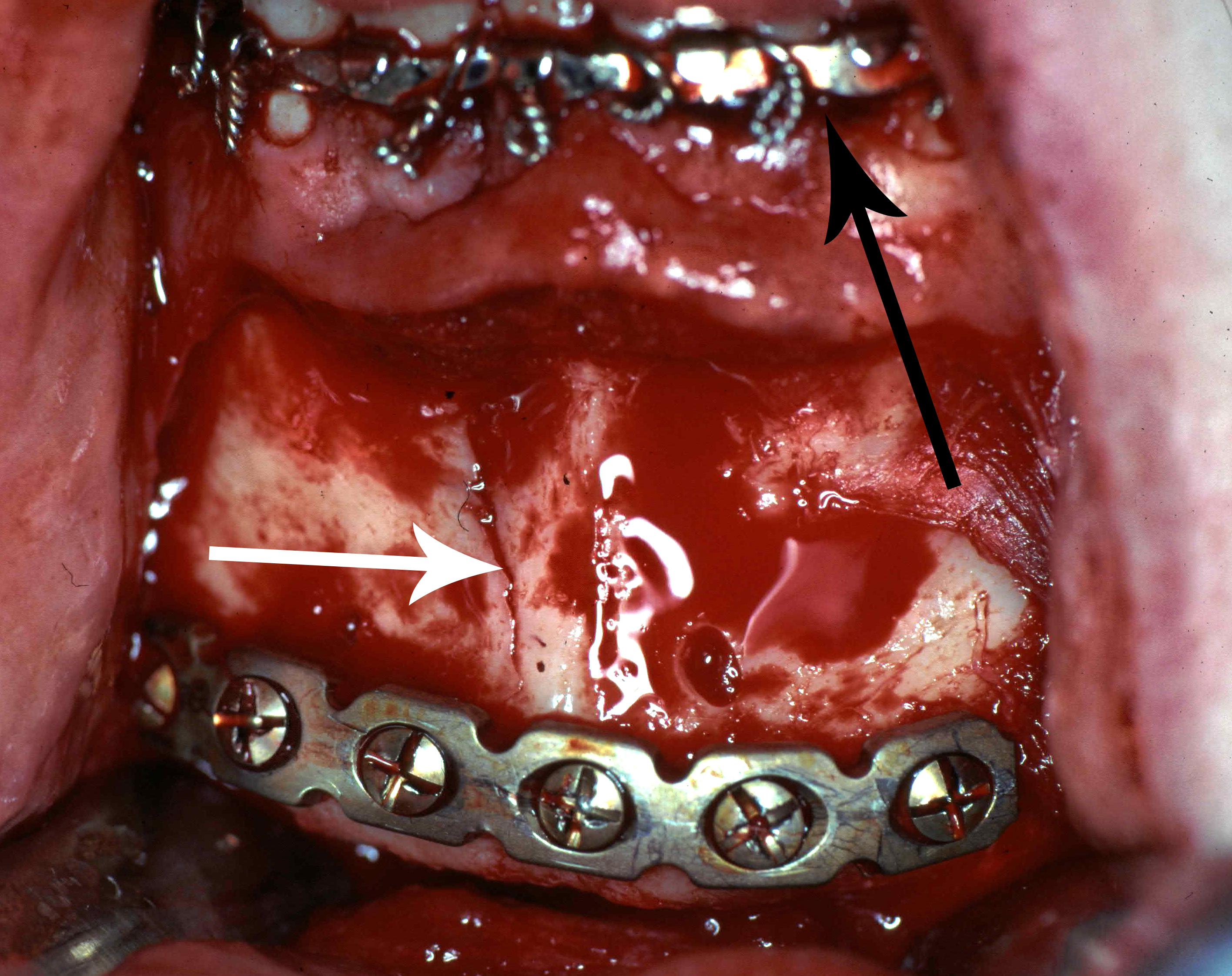
Fissazione interna rigida della frattura della parassitosi della mandibola. La freccia bianca segna la frattura, la freccia nera segna la barra dell'arco sui denti inferiori
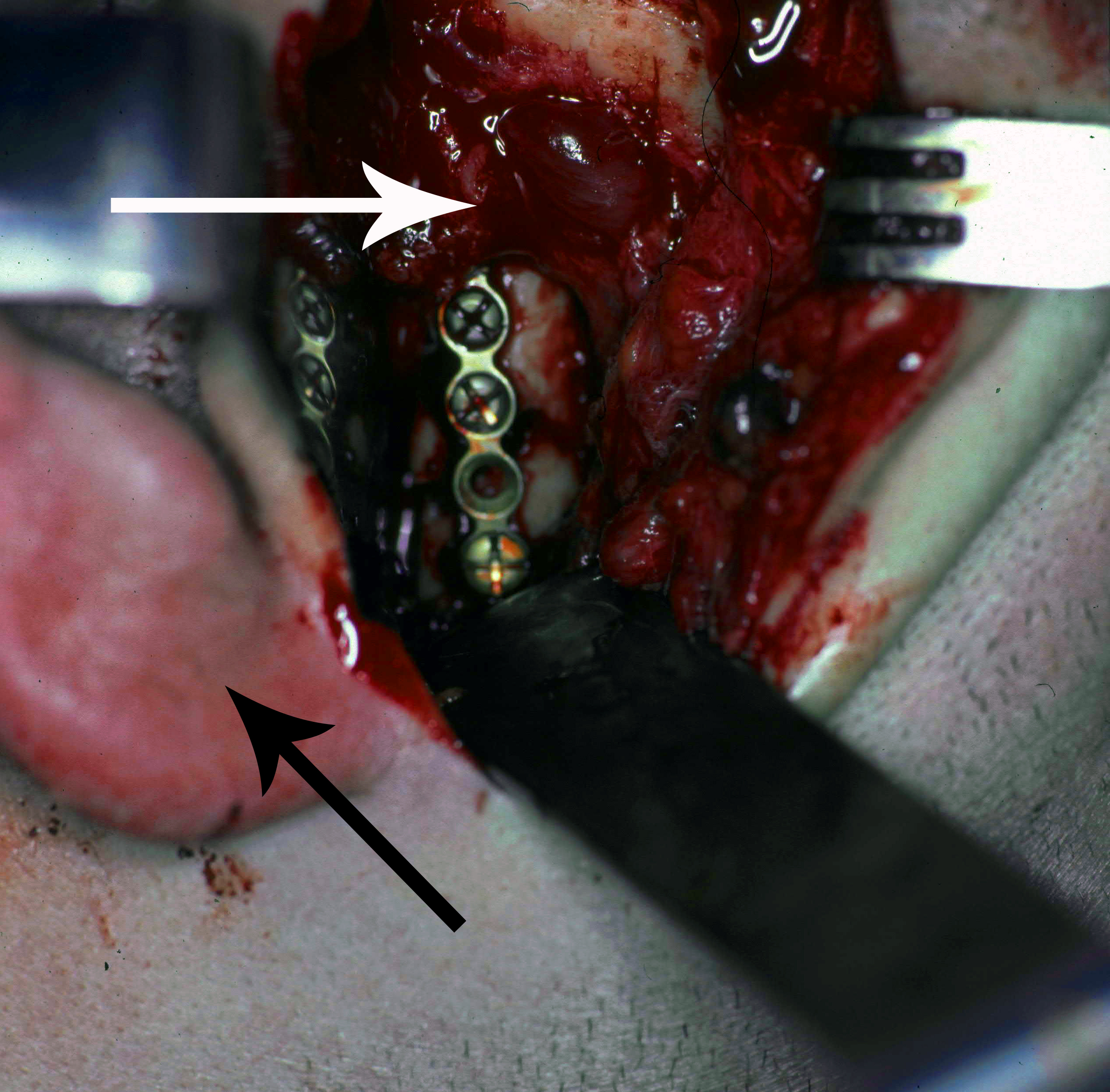
Fissazione interna rigida della frattura del condilo destro con mini-piastra sul collo del condilo. La freccia nera segna il lobo dell'orecchio destro, la freccia bianca segna la testa del condilo
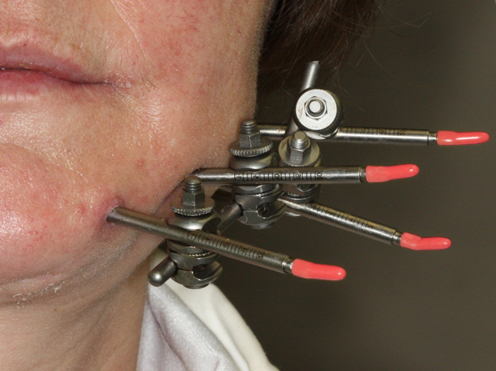
Fissazione esterna della frattura della mandibola sinistra

### Evidenza clinica attuale
Una revisione Cochrane del 2013 ha valutato gli studi clinici sulla gestione chirurgica (riduzione aperta) e non chirurgica (riduzione chiusa) delle fratture della mandibola che non coinvolgono il condilo. La revisione ha trovato prove insufficienti per raccomandare l'efficacia di ogni singolo intervento.

## Prognosi
Il tempo di guarigione per le fratture di una mandibola di routine è di 4-6 settimane se si utilizza MMF o fissazione interna rigida (RIF). Per fratture comparabili, i pazienti che hanno ricevuto MMF perderanno più peso e impiegheranno più tempo a riguadagnare l'apertura della bocca, mentre quelli che ricevono RIF hanno tassi di infezione più elevati.
Le complicanze a lungo termine più comuni sono la perdita di sensibilità nel nervo mandibolare, la malocclusione e la perdita dei denti nella linea di frattura. Più complicata è la frattura (infezione, sminuzzamento, spostamento), maggiore è il rischio di frattura.
Le fratture condilari hanno tassi più elevati di malocclusione che a loro volta dipendono dal grado di spostamento e/o dislocazione. Quando la frattura è intracapsulare, c'è un più alto tasso di osteoartrite a termine e il potenziale di anchilosi, sebbene quest'ultima sia una rara complicanza purché la mobilizzazione sia precoce. Le fratture condilari pediatriche hanno tassi più elevati di anchilosi e potenziale disturbo della crescita. ,

## Epidemiologia
Le cause di frattura della mandibola variano in base al periodo di tempo e alla regione studiata. In Nord America, il trauma da forza contundente (un pugno) è la principale causa di frattura della mandibola mentre in India le collisioni di veicoli a motore sono oggi una delle cause principali. Sul campo di battaglia, è più probabile che si verifichino lesioni ad alta velocità (proiettili e schegge). Prima dell'uso ordinario di cinture di sicurezza, airbag e moderne misure di sicurezza, le collisioni di veicoli a motore erano una delle principali cause di traumi facciali. La relazione con il trauma della forza contundente spiega perché l'80% di tutte le fratture della mandibola si verificano nei maschi. La frattura mandibolare è una rara complicanza della rimozione del terzo molare e può verificarsi durante la procedura o successivamente. Per quanto riguarda i pazienti con trauma, circa il 10% ha una sorta di frattura facciale, la maggior parte dei quali proviene da collisioni di veicoli a motore. Quando la persona è libera in un'auto, il rischio di frattura aumenta del 50% e quando un motociclista è senza casco il rischio aumenta di 4 volte.

## Storia
La gestione delle fratture della mandibola è stata menzionata già nel 1700 a.C. nel papiro di Edwin Smith e successivamente da Ippocrate nel 460 a.C., "Le fratture spostate ma incomplete della mandibola in cui è preservata la continuità dell'osso dovrebbero essere ridotte premendo la superficie linguale con il dita. . "
La riduzione aperta è stata descritta già nel 1869. Dalla fine del XIX secolo, le moderne tecniche tra cui MMF sono state descritte con fissaggi interni rigidi a base di titanio che diventano comuni dagli anni '70 e piastre e viti biodegradabili disponibili dagli anni '80.